# D album
『D album』（ディー・アルバム）は、KinKi Kidsの4枚目のオリジナル・アルバム。2000年12月13日発売。発売元はジャニーズ・エンタテイメント

## 概要
この年ベスト・アルバム『KinKi Single Selection』のリリースもあり、オリジナルアルバムのリリースは前作『C album』から約1年4ヶ月ぶりとなった。
ベストアルバム発売を機に、『夏の王様/もう君以外愛せない』からは作品のプロデュースをKinKi Kids自ら担当し、本作以降一貫してセルフプロデュースとなっている。本作でも堂本剛と堂本光一のソロ曲を1曲ずつ収録している。セルフプロデュースにあたって、光一はアレンジやミキシングに積極的に関わったが、剛はそもそもセルフプロデュースであることを知らなかったらしく、名義的にはKinKi Kidsだが、実際は光一が主に動いていた模様。次作からは剛もプロデュースに関与している。
初回限定盤は、スライディング・クリアトレイ仕様に32ページフォトブック付き。通常盤は20ページフォトブック仕様。ジャケットは初回限定盤と通常盤では異なる。収録曲に、差異は無い。

## 収録曲
※ シングル曲の解説は各シングルのページを参照。
| #         | タイトル                                   | 作詞           | 作曲           | 編曲                                       | 時間  |
| --------- | ------------------------------------------ | -------------- | -------------- | ------------------------------------------ | ----- |
| 1.        | 「Burning Love」                           | オオヤギヒロオ | オオヤギヒロオ | 宗像仁志                                   | 4:31  |
| 2.        | 「Back Fire」                              | 戸沢暢美       | 石塚知生       | 石塚知生 / コーラスレンジ: 岩田雅之        | 3:40  |
| 3.        | 「夏の王様」                               | 康珍化         | 羽田一郎       | 船山基紀                                   | 4:44  |
| 4.        | 「Misty」                                  | 堂島孝平       | 堂島孝平       | CHOKKAKU                                   | 4:18  |
| 5.        | 「エンジェル」                             | 浅田信一       | 谷本新         | 白井良明 / コーラスアレンジ: 松下誠        | 4:29  |
| 6.        | 「十二月」(歌: 堂本剛)                     | 堂本剛         | 堂本剛         | 新川博                                     | 5:29  |
| 7.        | 「ナンとかしましょう」                     | 三井拓         | Face 2 fAKE    | Face 2 fAKE / コーラスアレンジ: 佐々木久美 | 3:51  |
| 8.        | 「こたえはきっと心の中に」                 | 堂島孝平       | 堂島孝平       | 堂島孝平                                   | 5:14  |
| 9.        | 「永遠の日々･･･」(歌: 堂本光一)            | 堂本光一       | 堂本光一       | 石塚知生、鶴田海生                         | 5:40  |
| 10.       | 「欲望のレイン」                           | 戸沢暢美       | 宮崎歩         | 鈴木雅也                                   | 4:46  |
| 11.       | 「KinKi Kids forever」(日本語詞: 尾上一平) | Jonas Saeed    | Jonas Saeed    | Jonas Saeed                                | 3:30  |
| 12.       | 「もう君以外愛せない」                     | 周水 (canna)   | 周水           | 重実徹                                     | 4:54  |
| 13.       | 「Hey!和」                                 | 永井真人       | 永井真人       | CHOKKAKU                                   | 4:55  |
| 合計時間: | 合計時間:                                  | 合計時間:      | 合計時間:      | 合計時間:                                  | 60:01 |

### 楽曲解説
1. Burning Love
2. Back Fire
剛のお気に入り楽曲。剛曰く毎回コンサートのセトリ候補に入れているが、スタッフに除外されてしまうという。
3. 夏の王様
10thシングルの1曲目。
4. Misty
近年のライブにもバンドメンバーとして参加するなど、KinKi Kidsの盟友といえる存在の堂島孝平からの初の提供曲。
メンバー共に「衝撃を受けた楽曲」と話す楽曲。
当初のタイトルは「曇りがちマイハート」だったが、それに異を唱えた光一が現在のタイトルを提案した。
後に自身の2007年のベスト・アルバム『39』にも収録されており、発売時のファン投票で31位にランクインした。
5. エンジェル
光一のお気に入り楽曲。
6. 十二月 - 堂本剛
アルバムの発売時期に沿ったタイトル通り、冬を描いた作品。
7. ナンとかしましょう
8. こたえはきっと心の中に
『Misty』と同じく、堂島孝平からの初の提供曲。1番を剛、2番を光一、ラストのサビを2人で歌うパート構成。
9. 永遠の日々･･･ - 堂本光一
10. 欲望のレイン
自身の2007年のベスト・アルバム『39』発売時のファン投票で25位にランクインした。
11. KinKi Kids forever
堂本光一・堂本剛出演の森永製菓「ダース」CMソング。
CMは本作収録前から放映されていた。当初のバージョンは全英語詞だったが、フルバージョンとして製作・収録するにあたり、日本語詞が書き加えられている。楽曲自体は本作のみ収録であり、全英語詞のバージョンは自身の2007年のベスト・アルバム『39』に収録されており、発売時のファン投票で13位にランクインした。なお、コンサートなどでも披露されている。
12. もう君以外愛せない
10thシングルの2曲目。
13. Hey!和

出版者　3：日音、12：日本テレビ音楽株式会社&ブライト・ノート・ミュージック、13：ブライト・ノート・ミュージック&フジパシフィックミュージック、その他全曲：ブライト・ノート・ミュージック

## 参加ミュージシャン
不明（クレジット表記無し、シングル曲は、各曲を参照のこと）

## 映像作品
- Misty
  - KinKi Kids Dome Tour 2004-2005 -Font De Anniversary.-
  - KinKi Kids Concert -Thank you for 15years- 2012-2013
  - 2015-2016 Concert KinKi Kids
  - We are KinKi Kids Dome Concert 2016-2017 TSUYOSHI & YOU & KOICHI
  - KinKi Kids O正月コンサート2021
- 永遠の日々･･･
  - 風雲再起近畿小子2001台北演唱會 〜KinKi Kids Returns! 2001 Concert Tour in Taipei〜
  - KOICHI DOMOTO LIVE TOUR 2004 1/2
- 欲望のレイン
  - 風雲再起近畿小子2001台北演唱會 〜KinKi Kids Returns! 2001 Concert Tour in Taipei〜
  - KinKi Kids 2010-2011 〜君も堂本FAMILY〜
  - KinKi Kids Concert 2022-2023 24451〜The Story of Us〜
  - P album（初回盤B）
- KinKi Kids forever
  - 風雲再起近畿小子2001台北演唱會 〜KinKi Kids Returns! 2001 Concert Tour in Taipei〜
  - KinKi Kids Dome Tour 2004-2005 -Font De Anniversary.-
  - Ø（初回限定盤）
  - KinKi you DVD
  - KinKi Kids 2010-2011 〜君も堂本FAMILY〜
  - KinKi Kids Concert 「Memories & Moments」
  - KinKi Kids Concert 2022-2023 24451〜The Story of Us〜
- Hey!和
  - 風雲再起近畿小子2001台北演唱會 〜KinKi Kids Returns! 2001 Concert Tour in Taipei〜